# Cucina borgognona
La cucina borgognona (in francese: cuisine bourguignonne) è una cucina tradizionale della regione della Borgogna in Francia.
Tra le più famose specialità borgognone si annoverano: le escargots de Bourgogne, jambon persillé, manzo alla borgognona, manzo charolais, coq au vin, œufs en meurette, tartufo di Borgogna (Tuber uncinatum).
La regione è famosa anche per i suoi vini.

## Specialità regionali
Chaque département de la Bourgogne tire profit de ses produits et de ses propres ressources agricoles.

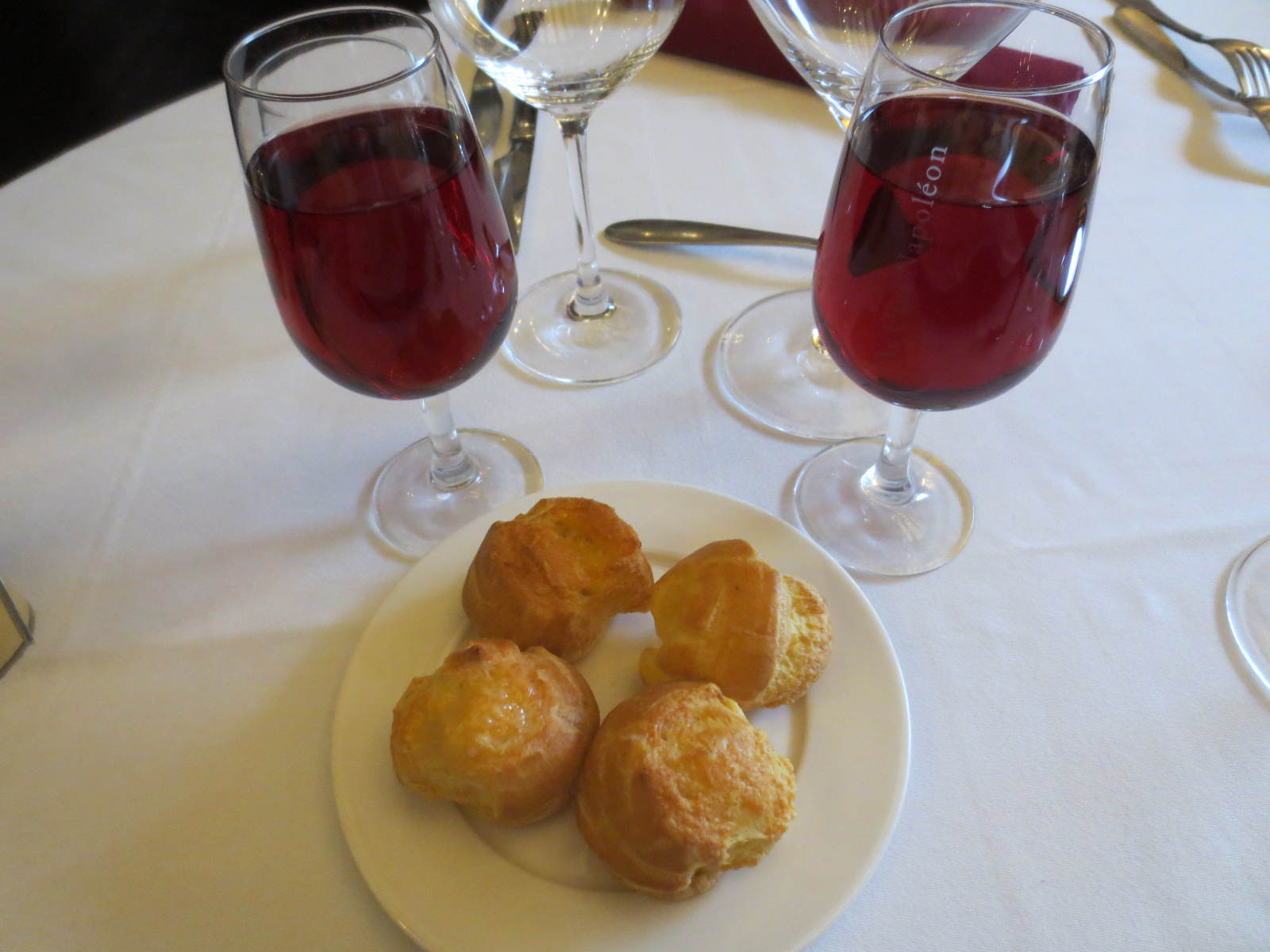
Kir e gougère
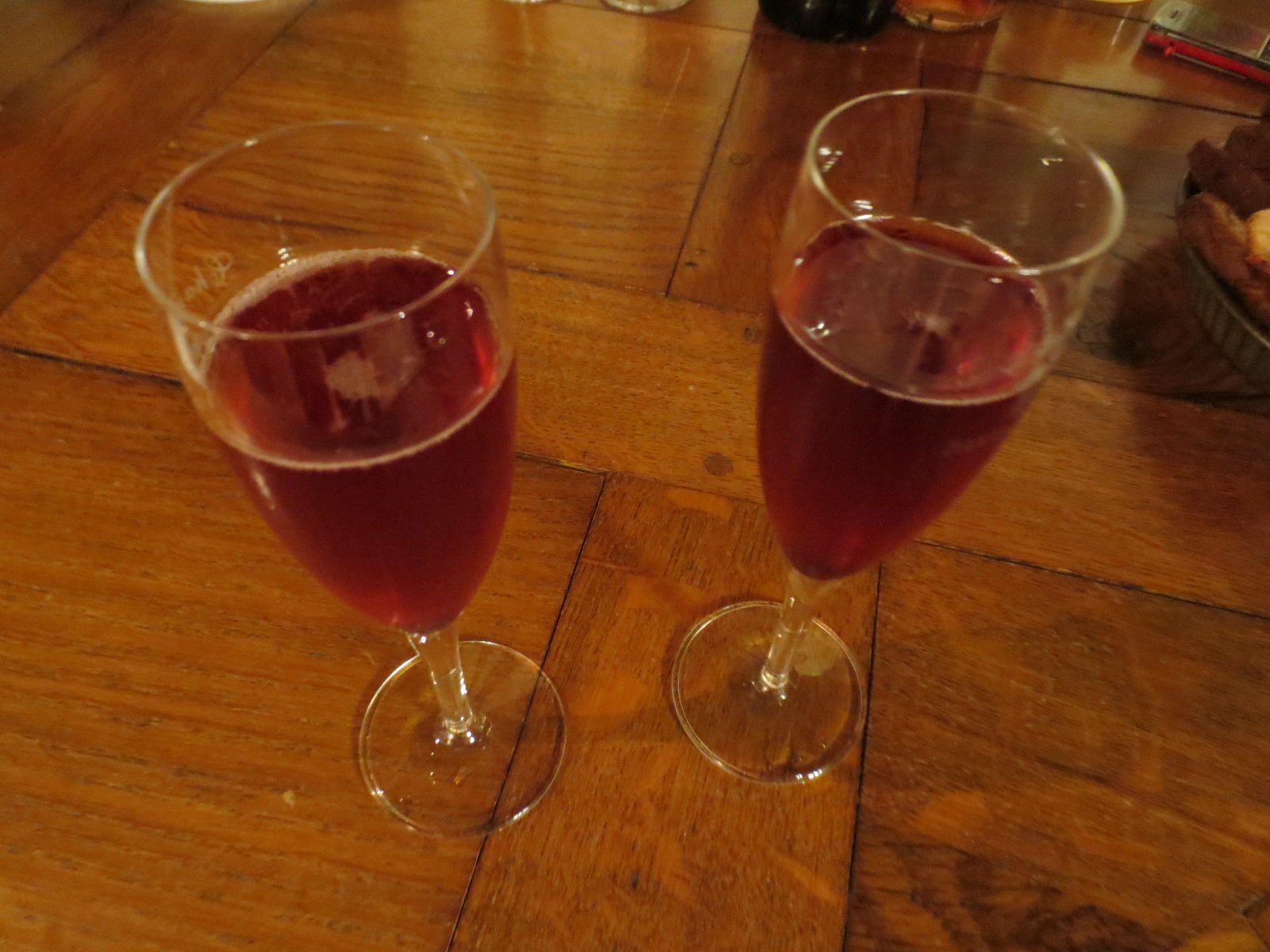
Kir reale con crème de cassis e crémant de Bourgogne
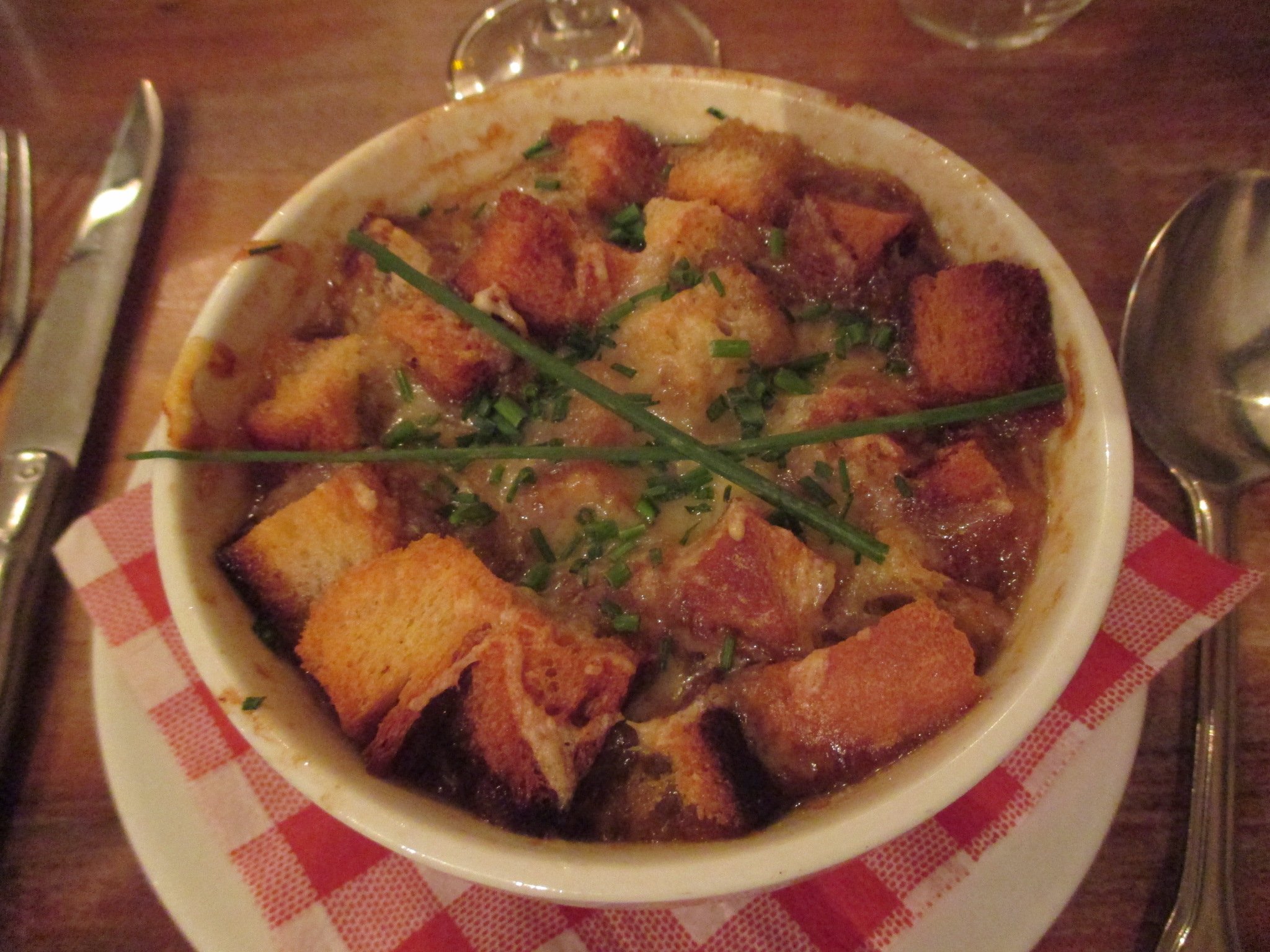
Zuppa di cipolle
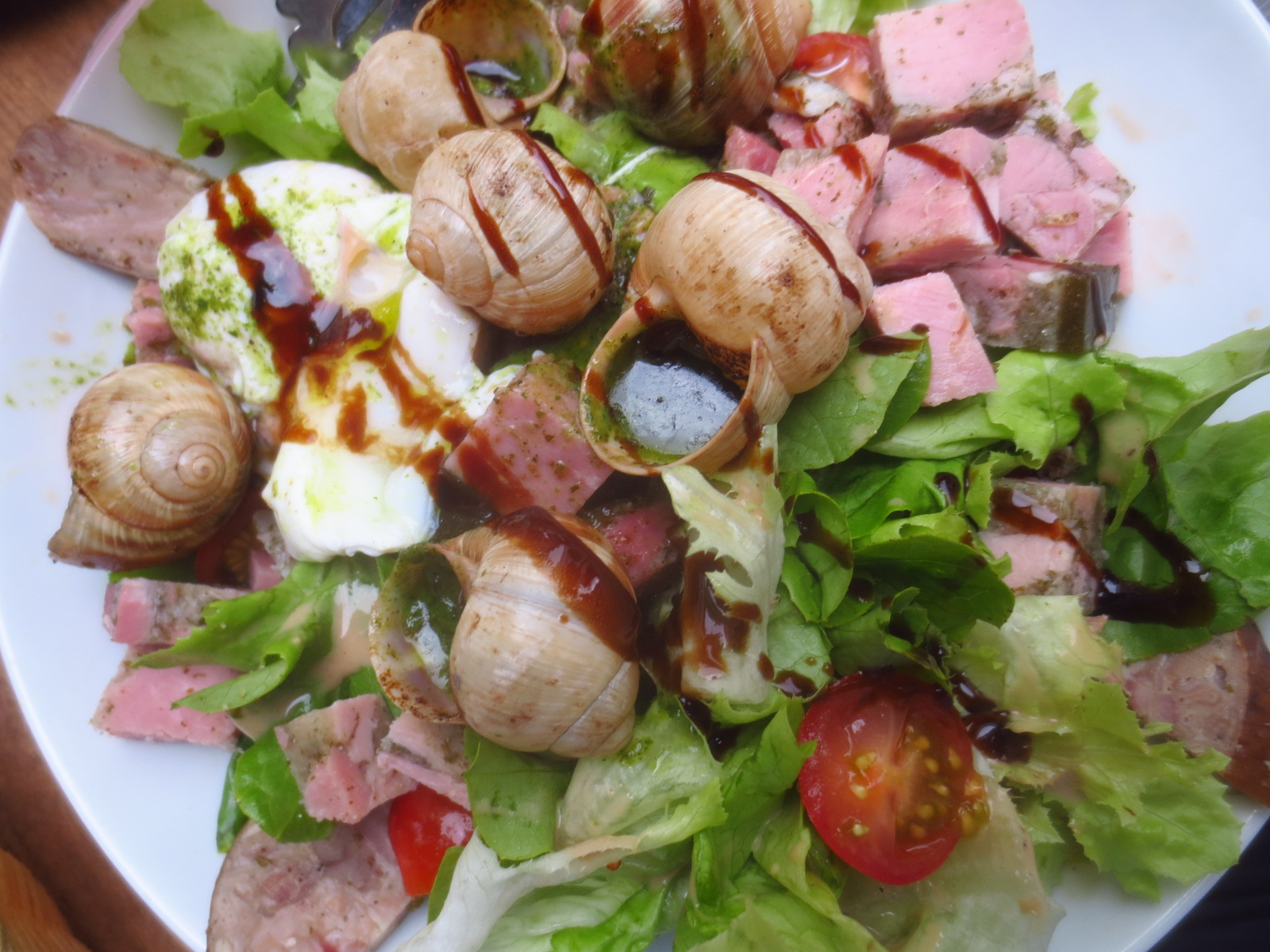
Insalata borgognona, con jambon persillé e escargot
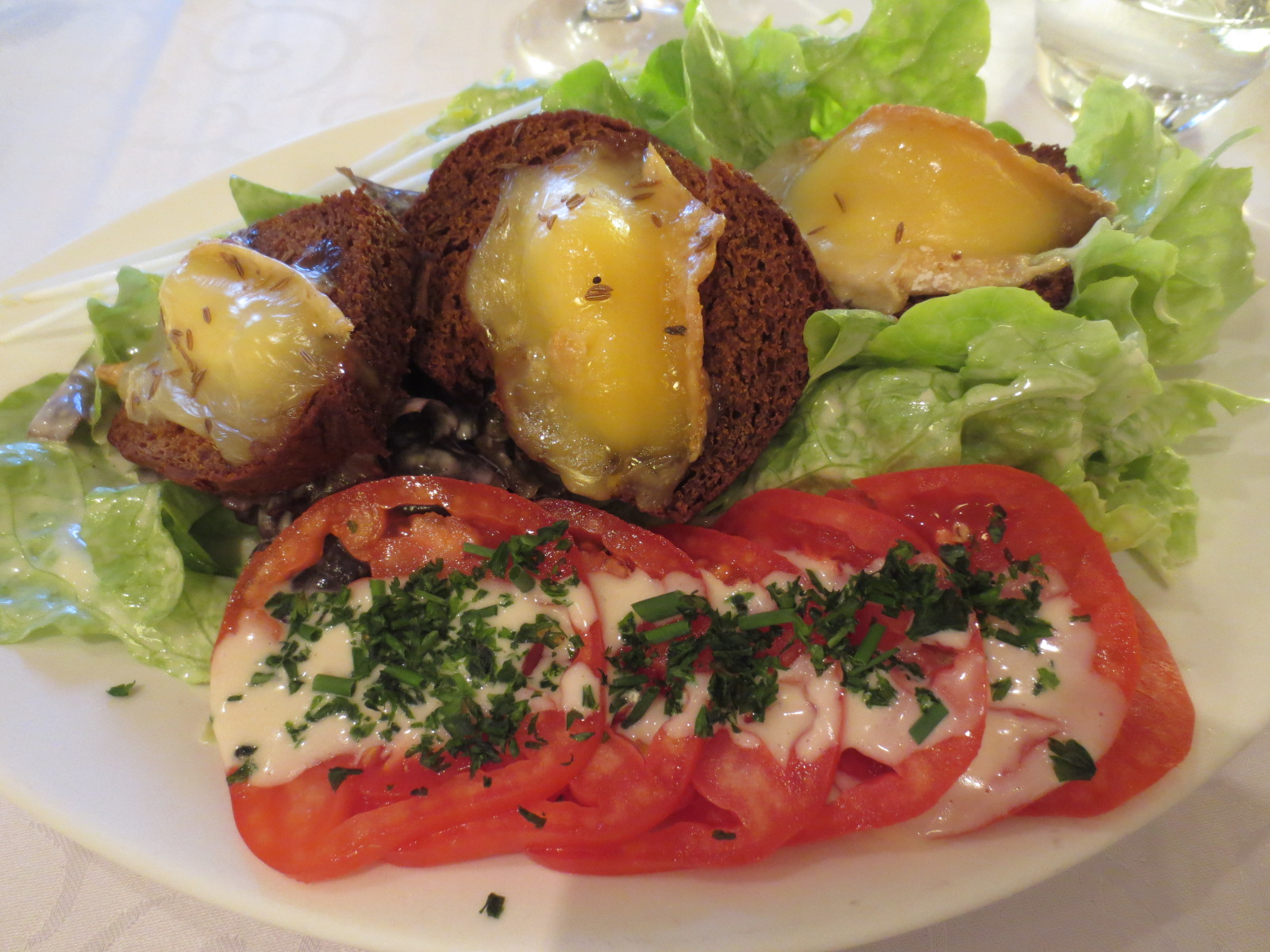
Insalata alla digionese con formaggio Époisses su Pan di zenzero
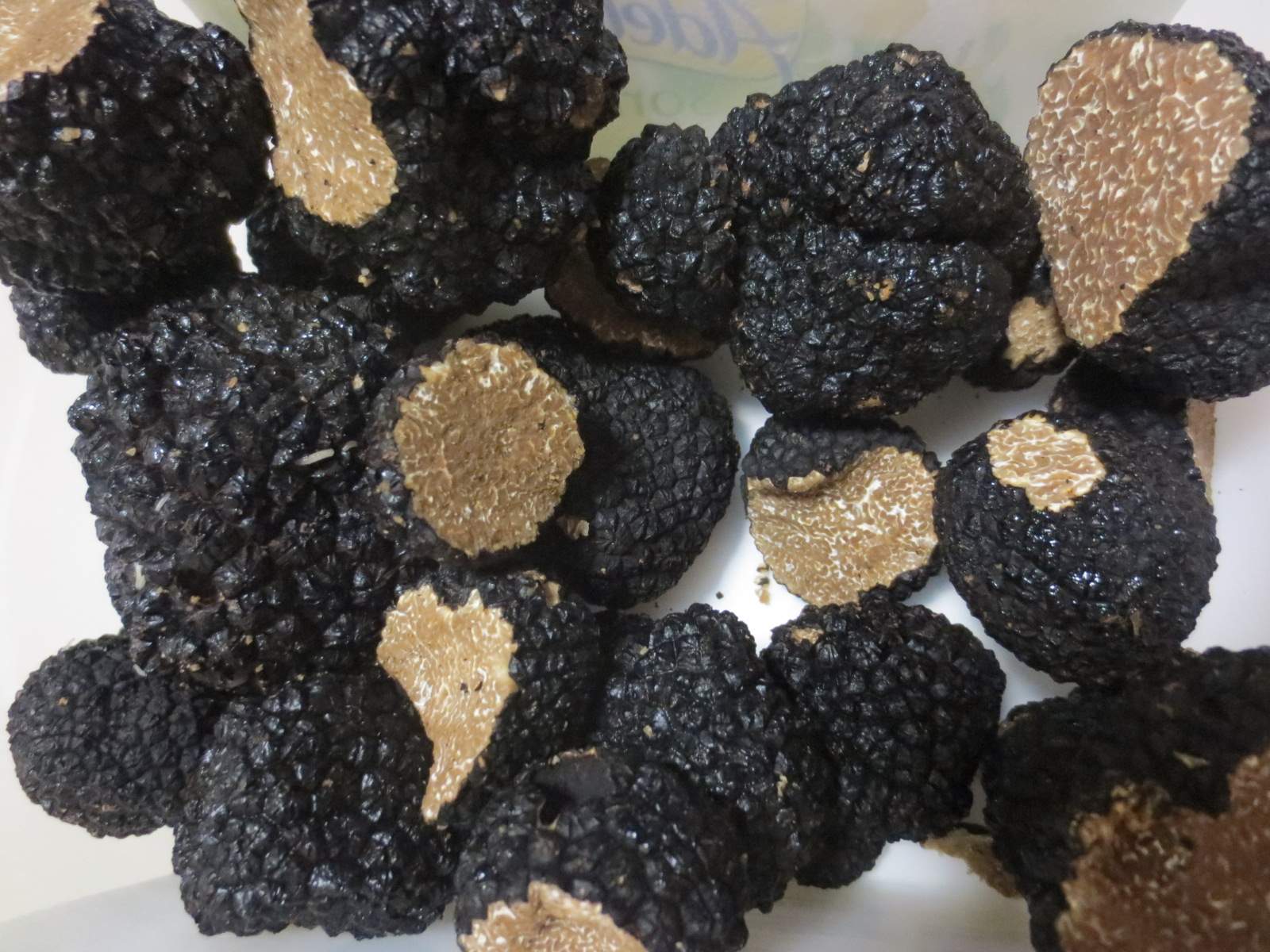
Tartufo di Borgogna (Tuber uncinatum)

### Cucina della côte vineuse
La cucina della "costa del vino", che si estende sui dipartimenti di Côte-d'Or e Saône-et-Loire, spingendosi fino ai confini di Lione trae il suo carattere peculiare dall'uso di vino, anche uva e manzo (Charolaise) con, ad esempio, coq au Chambertin (più precisamente con le fecce di questo vino), le uova in meurette, il prosciutto prezzemolo, il bourguignon di manzo e le torte con pesche sciroppate. Gli usi dei derivati, come il mosto o il verjus, hanno dato origine a preparazioni che ora sono cadute in disuso, ma che nel Medioevo si era soliti mettere in tavola.

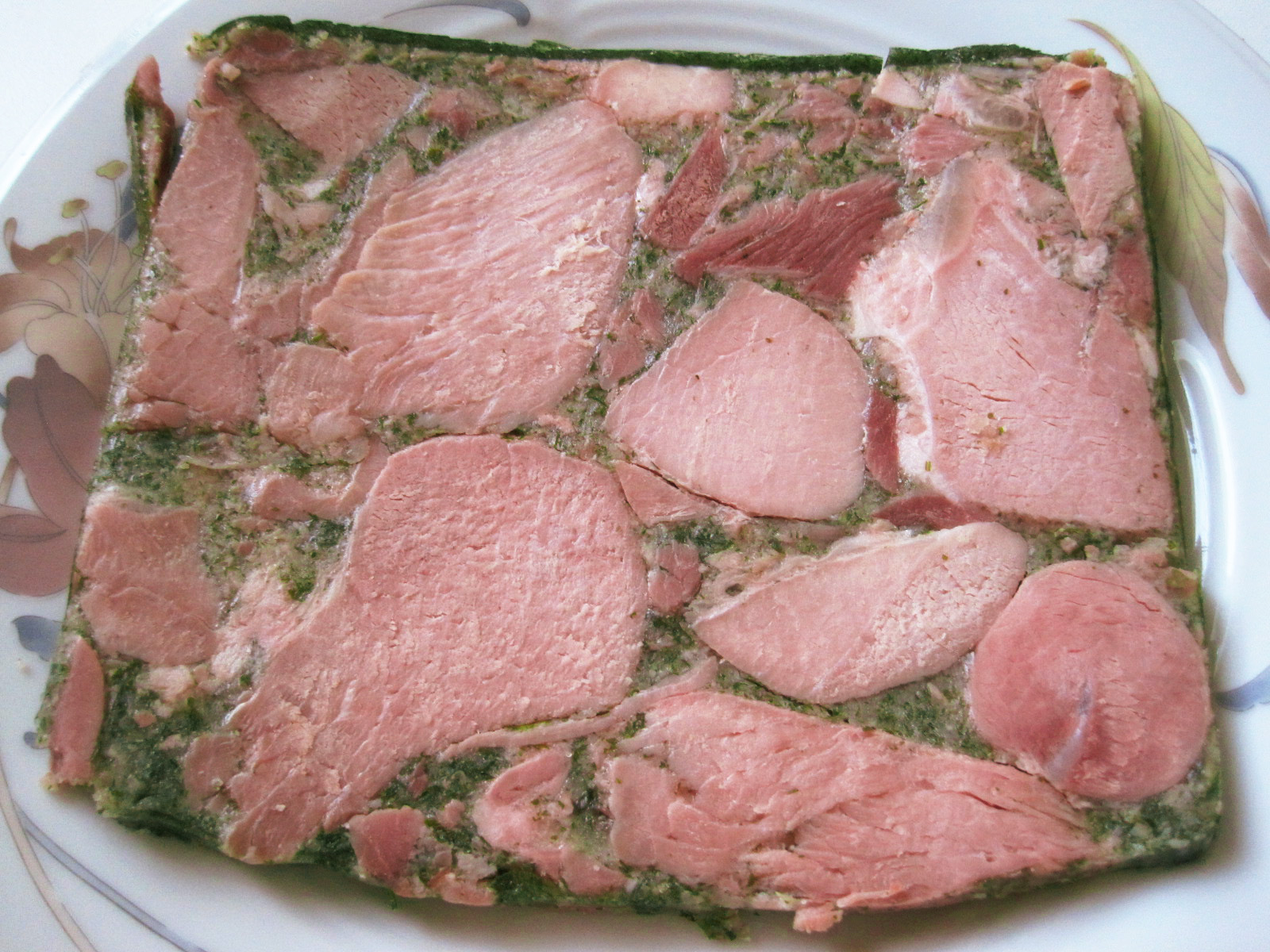
Jambon persillé
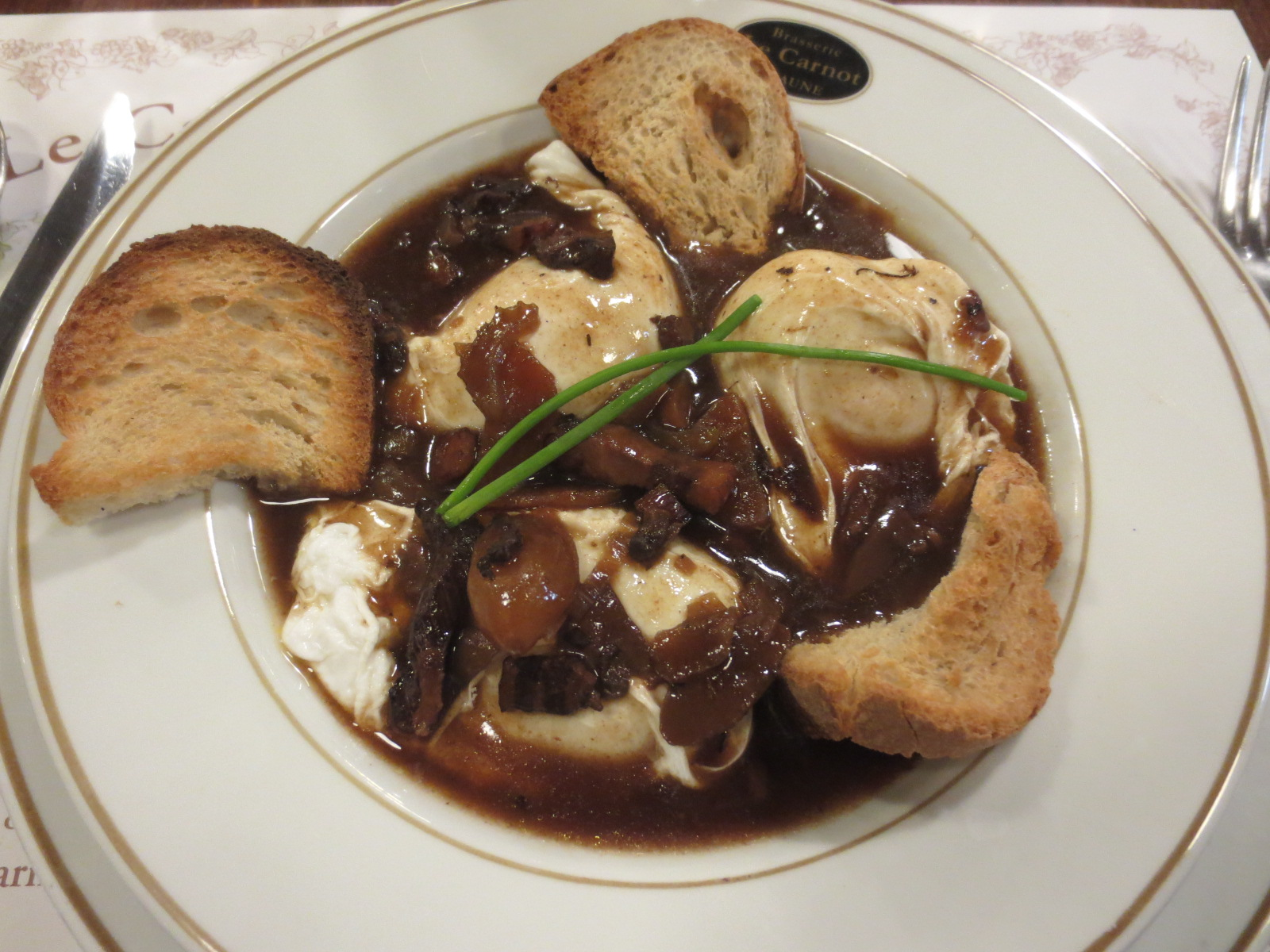
Œufs en meurette
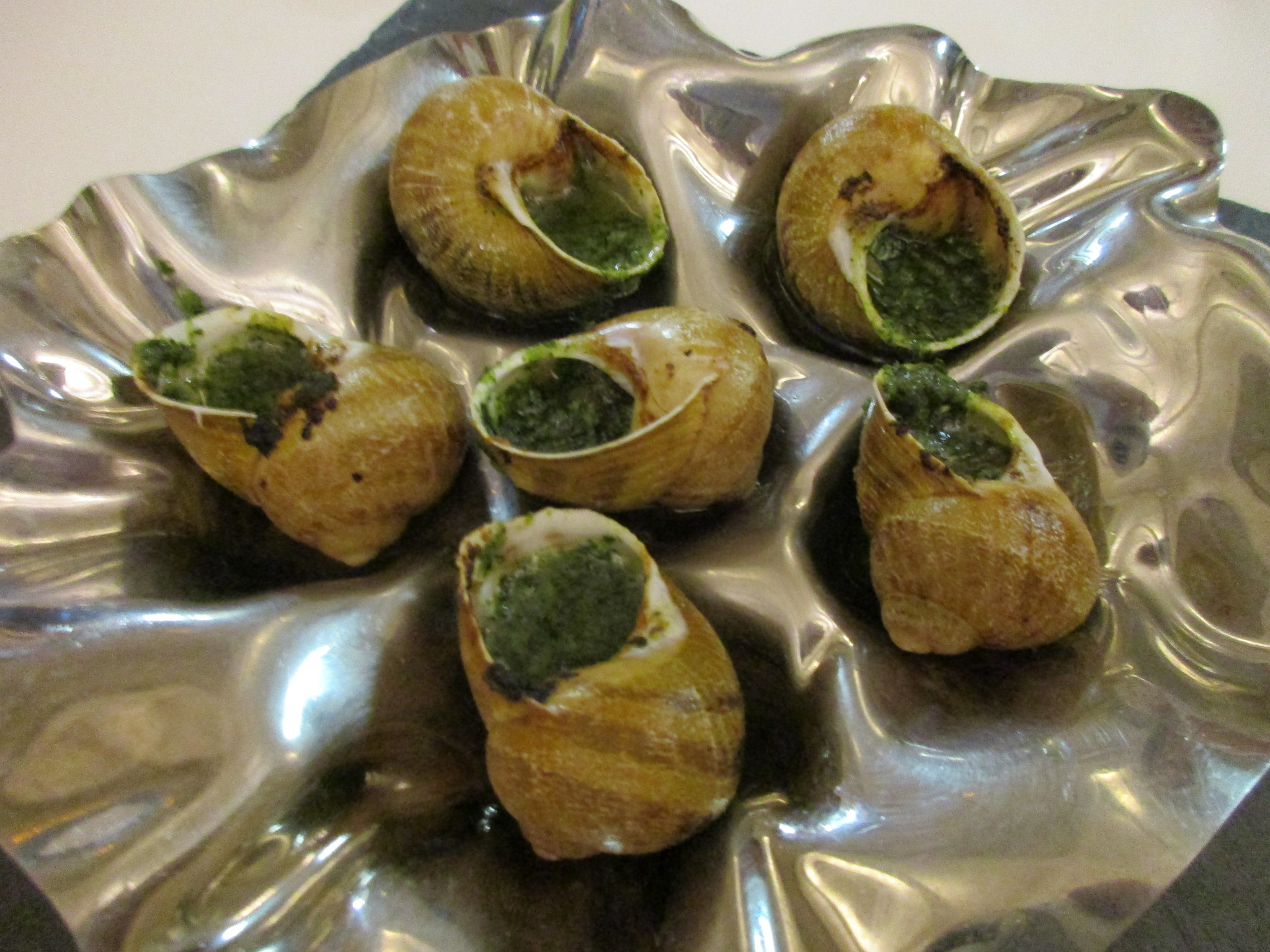
Escargots de Bourgogne
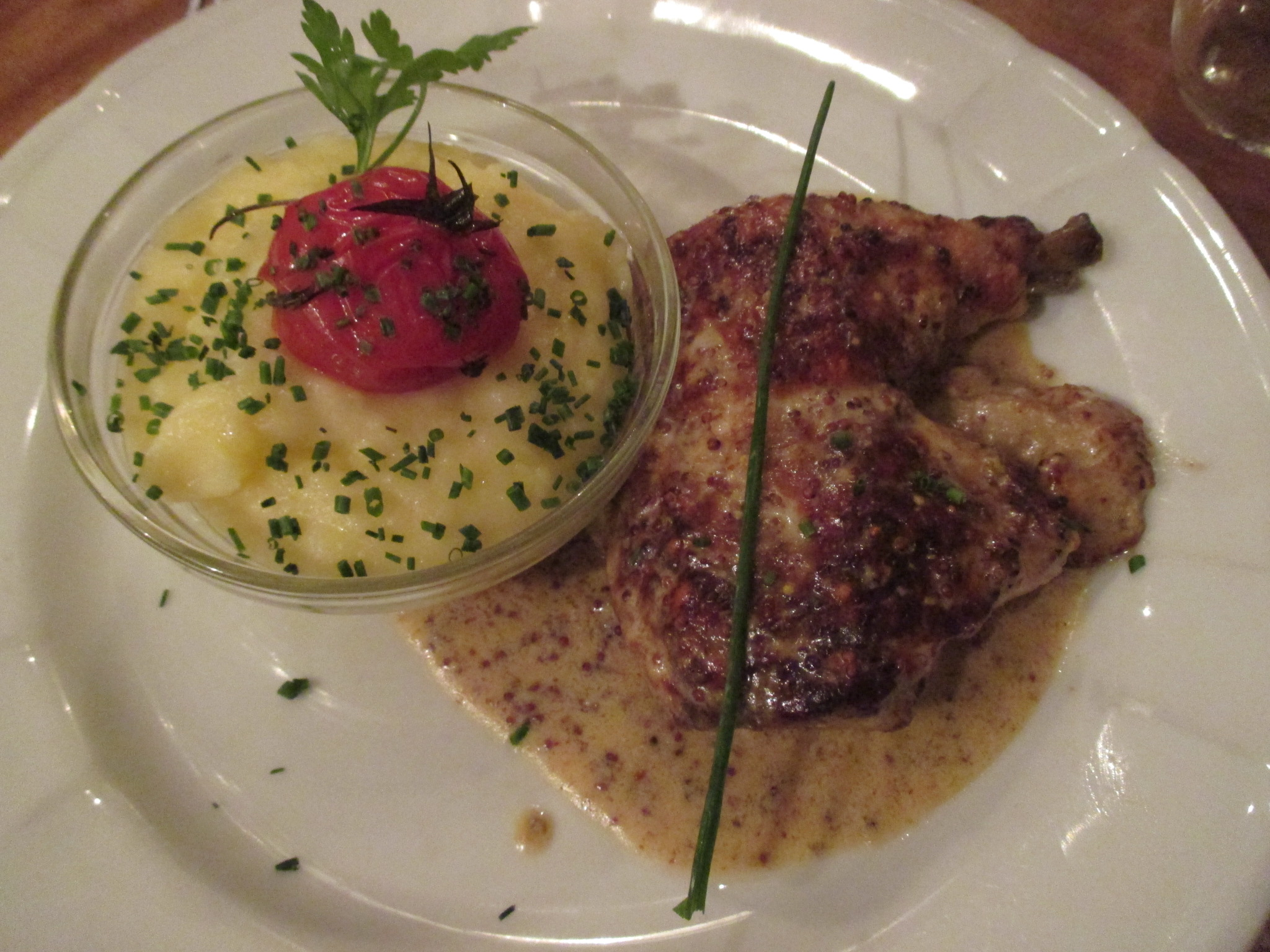
Pollo Gaston Gérard con la senape di Digione
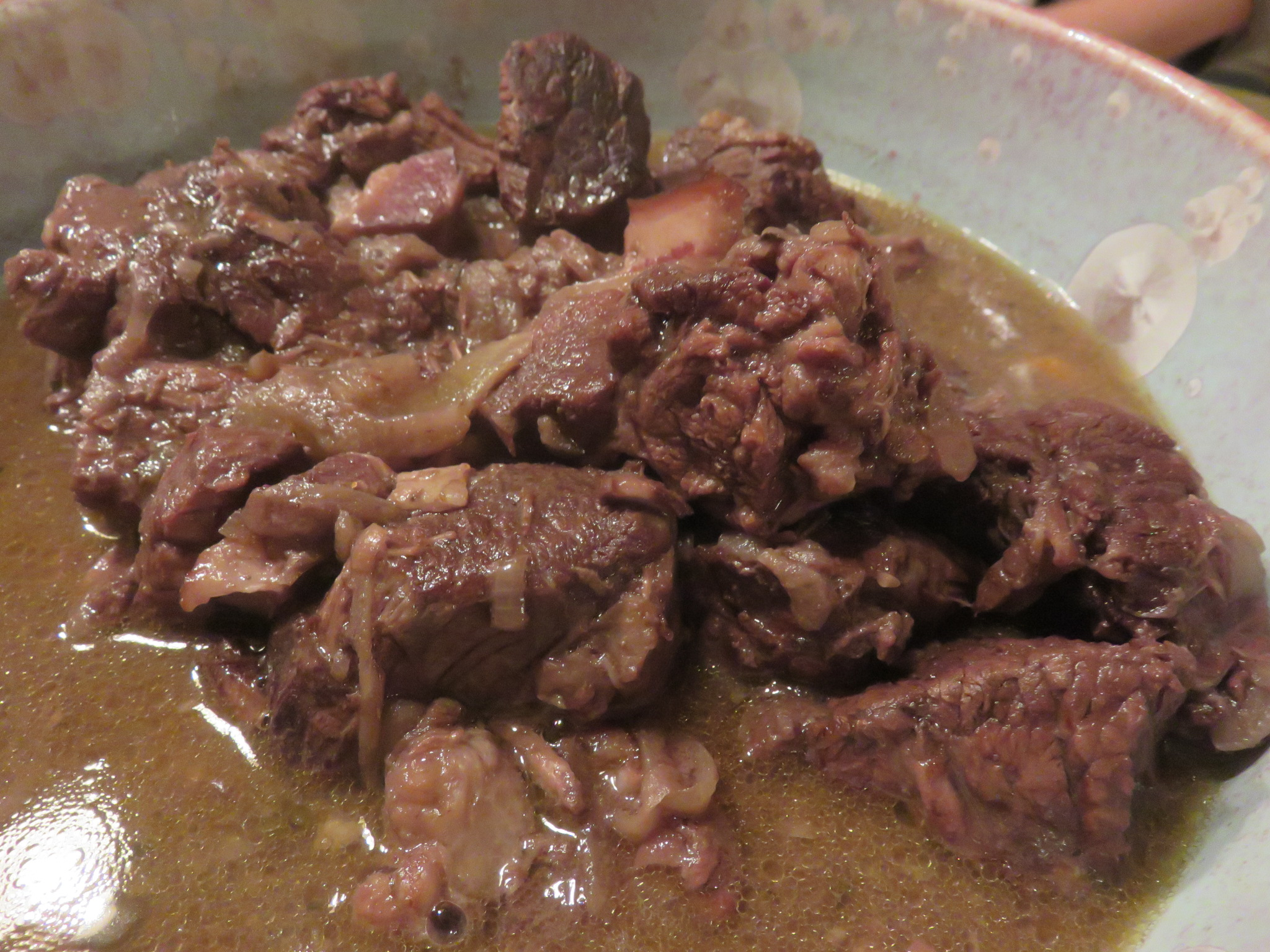
Bœuf bourguignon
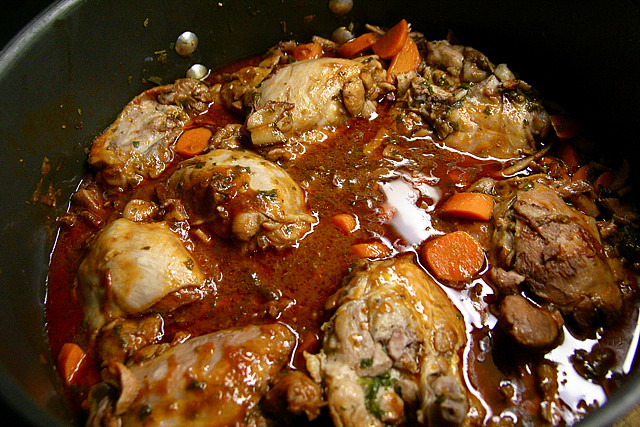
Coq au vin

### Cucina della Saône-et-Loire
Oltre al pavé borgognone (specialità di origine crototina) e al pavé di manzo Charolais, la Saône-et-Loire, con la sua cucina bressaniana della Bresse borgognona, è molto orgogliosa della sua tradizione a base di pollame e cereali, in particolare dalla gallina Bresse. 

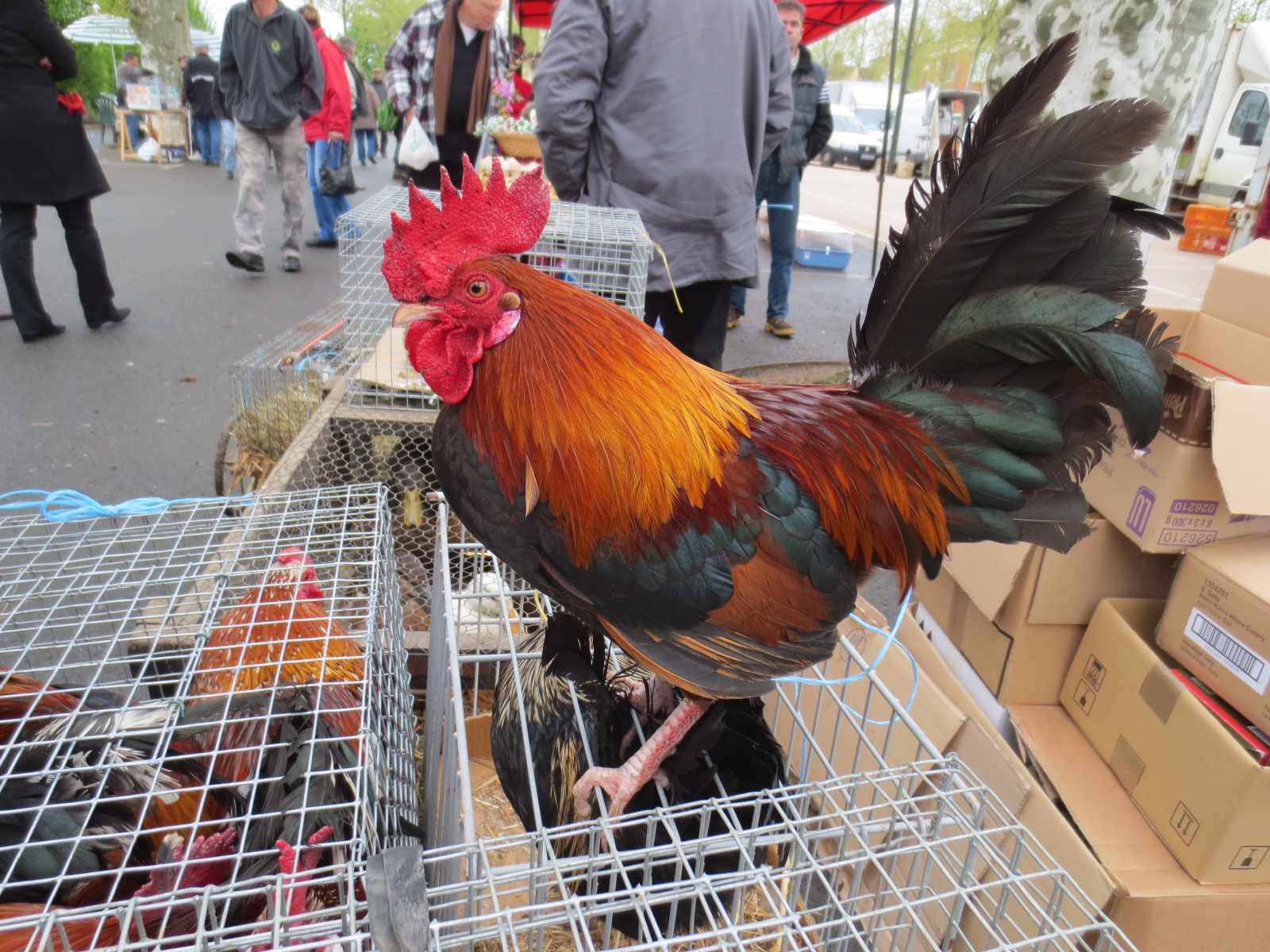
Gallo del mercato di Louhans in Bresse bourguignonne
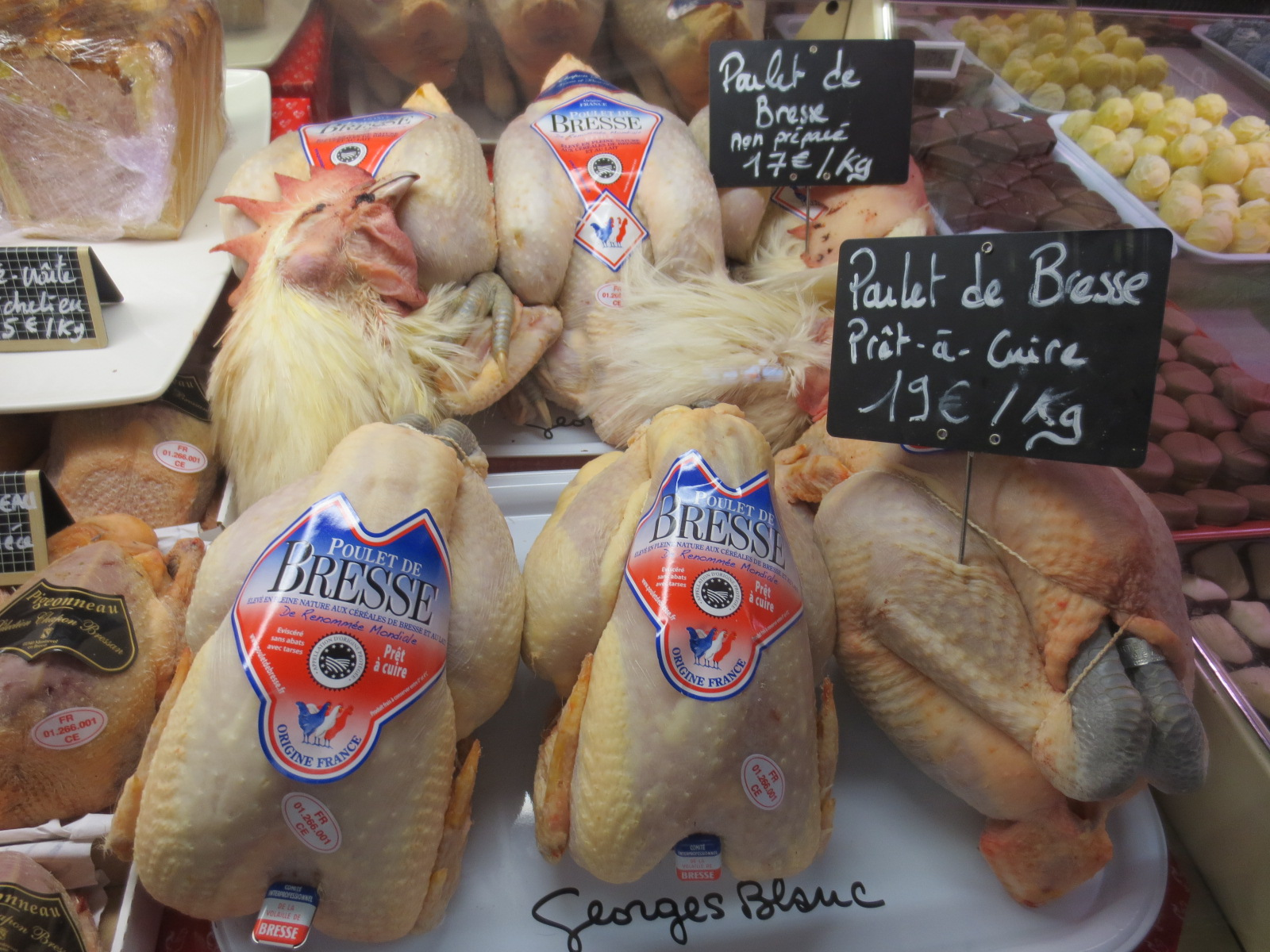
Volaille de Bresse
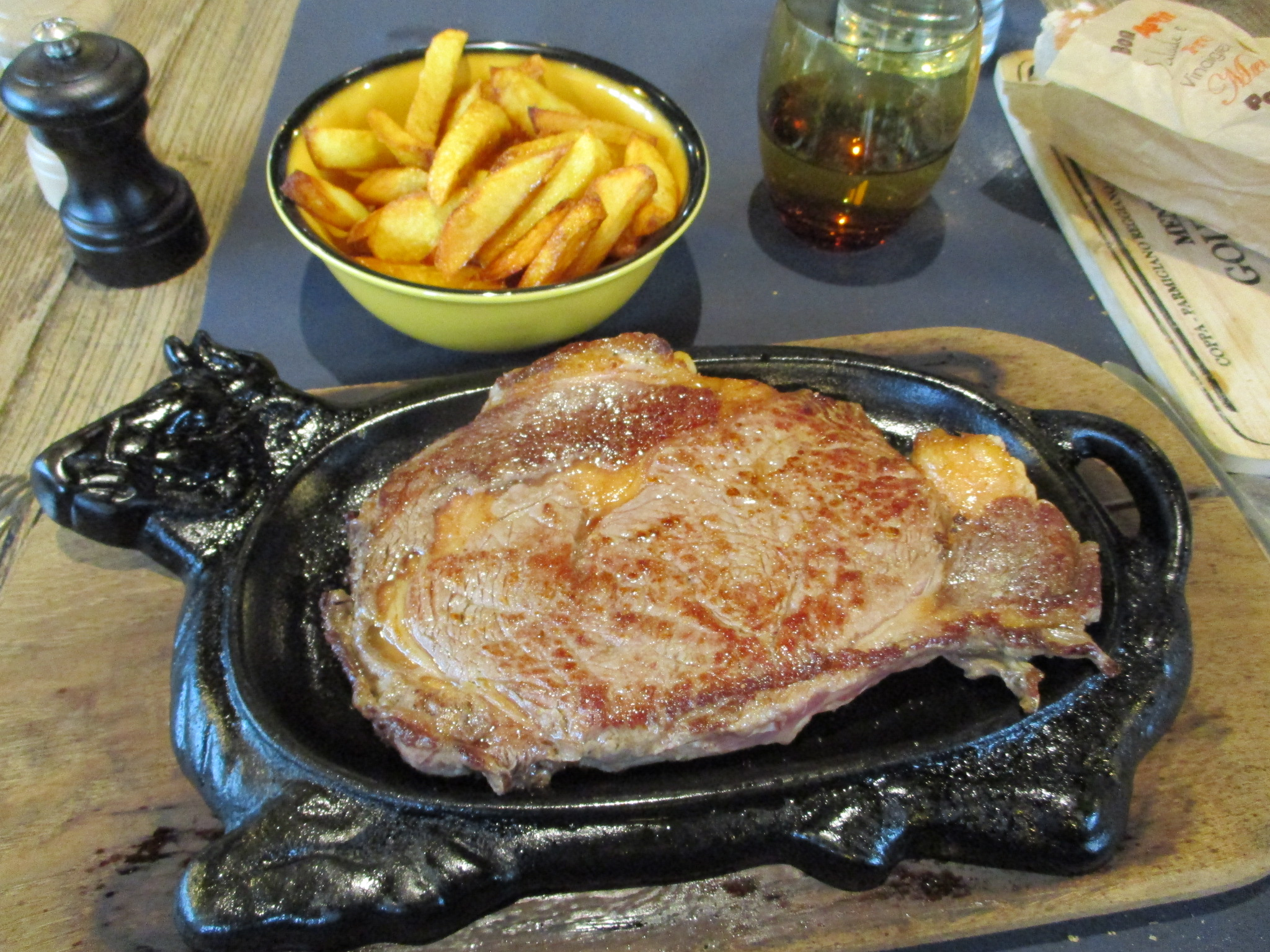
Entrecôte charolaise di Charolles di Charolais
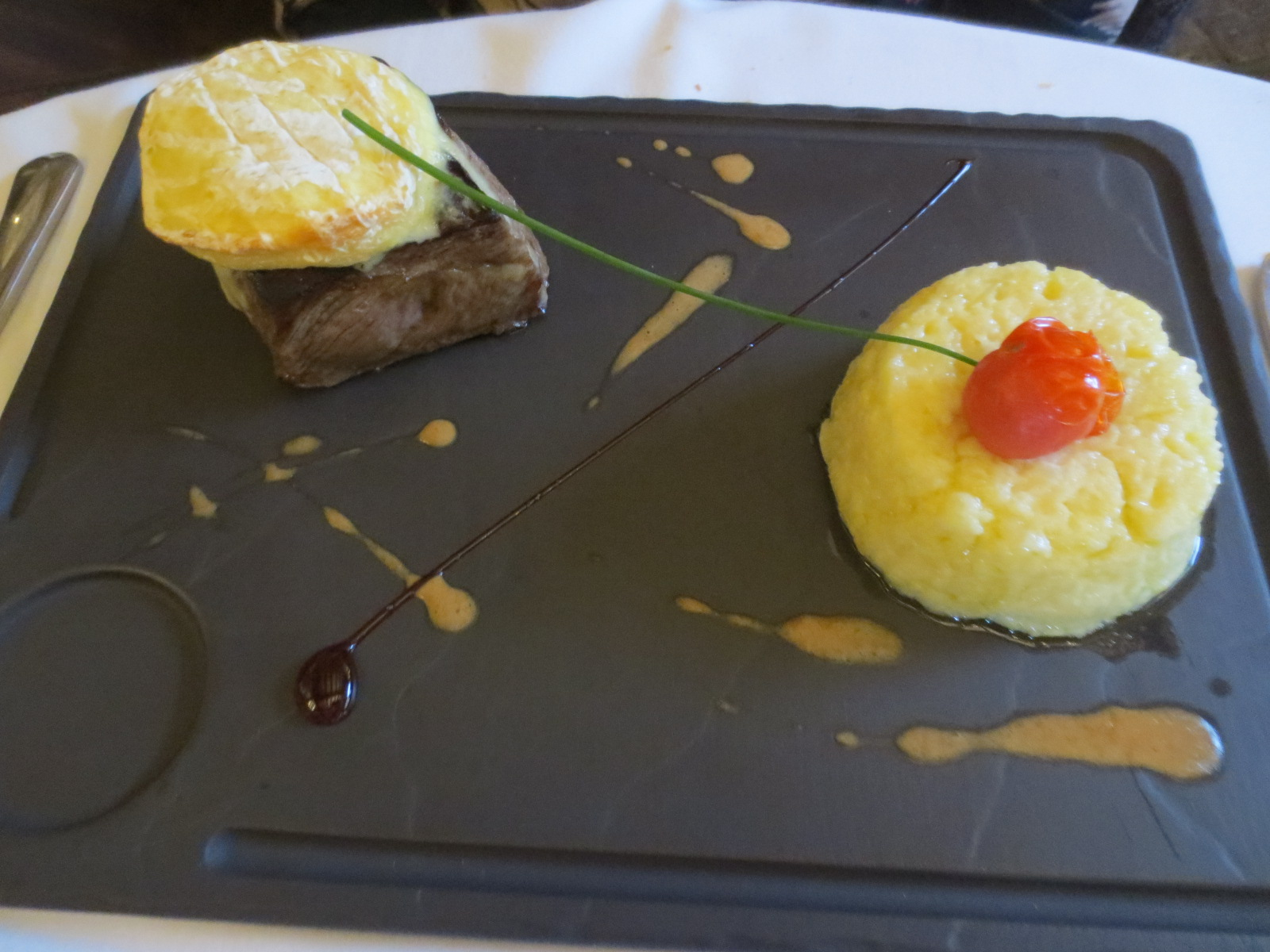
Pavé di manzo charolais con formaggio Époisses
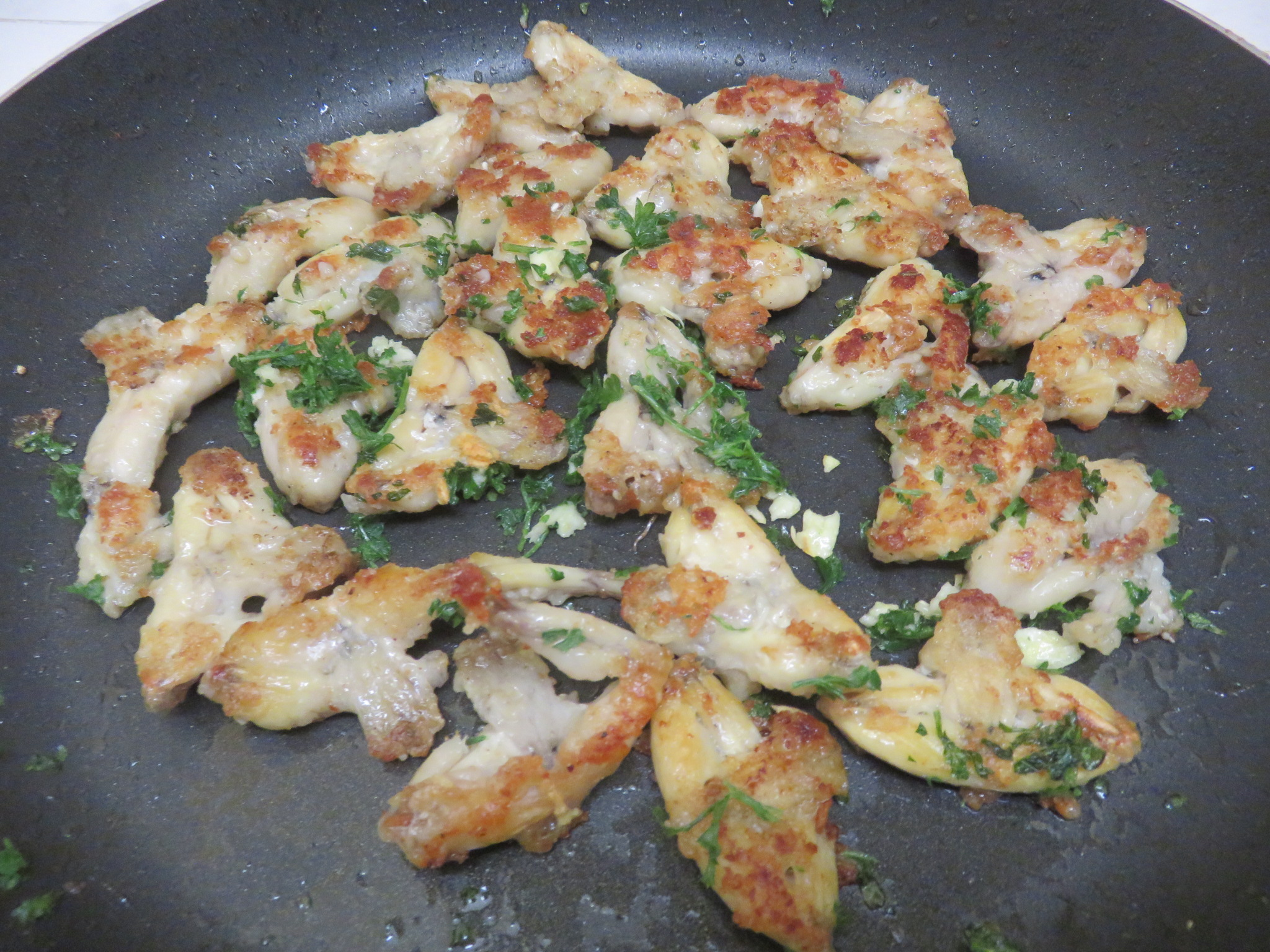
Cuisses de grenouille
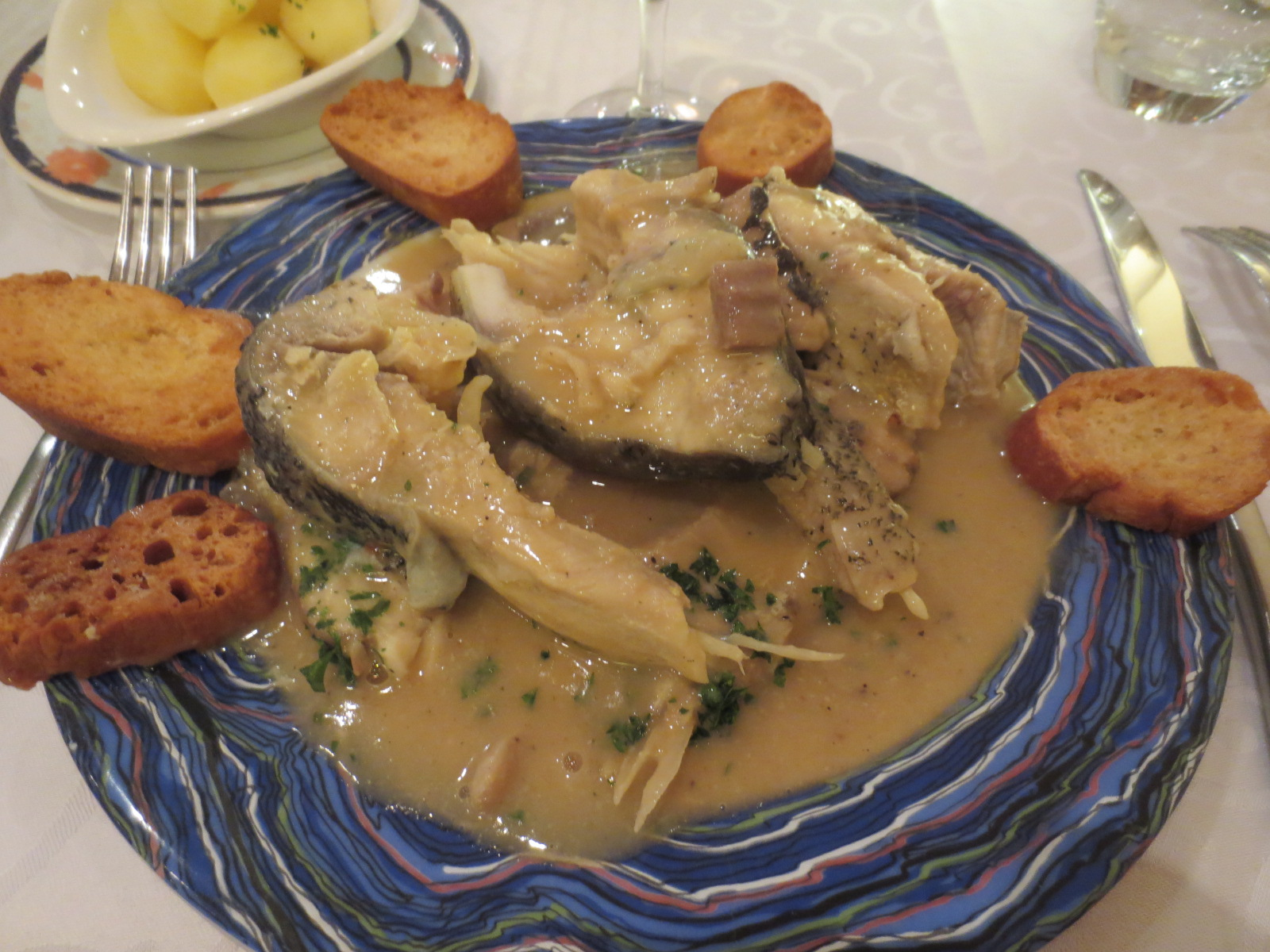
Pôchouse alla Saint-Jean-de-Losne au bord de la Saône

## Luoghi dell'alta gastronomia in Borgogna

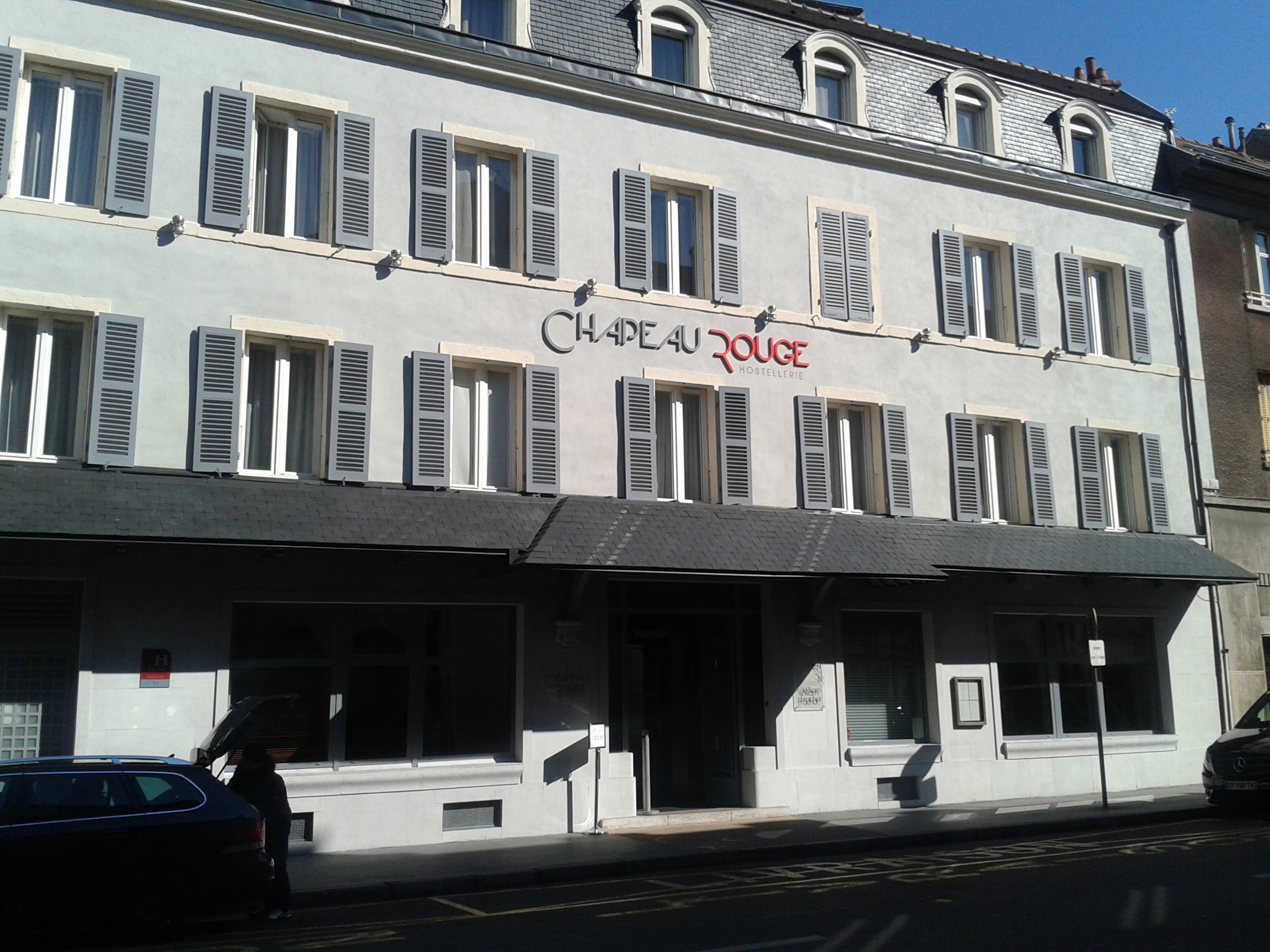
Hostellerie du Chapeau Rouge
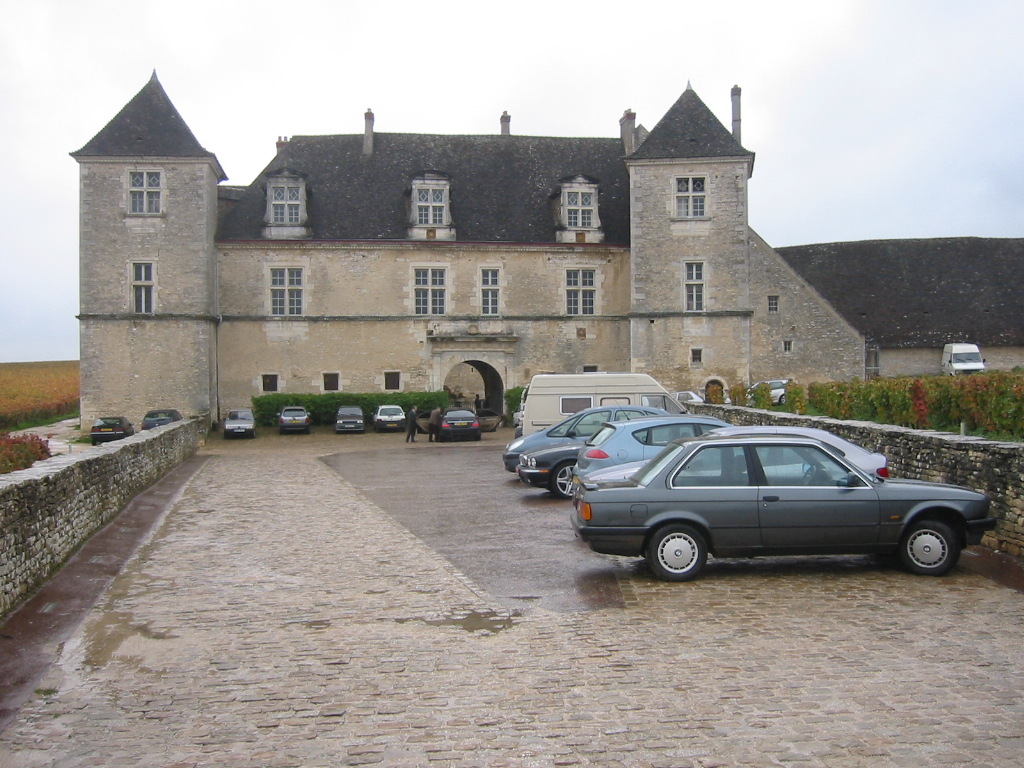
Château du Clos de Vougeot
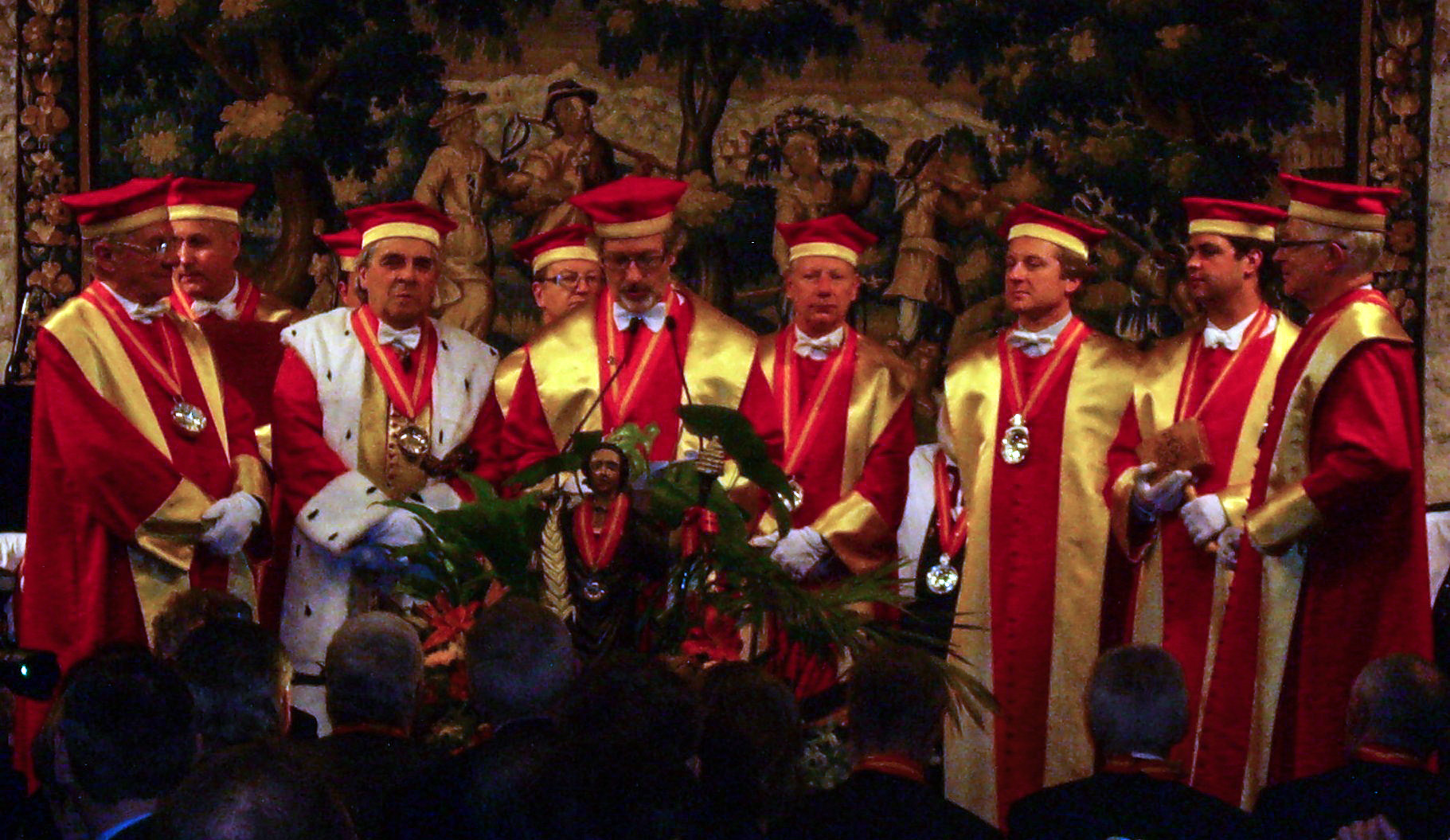
Confrérie des chevaliers du Tastevin al château du Clos de Vougeot
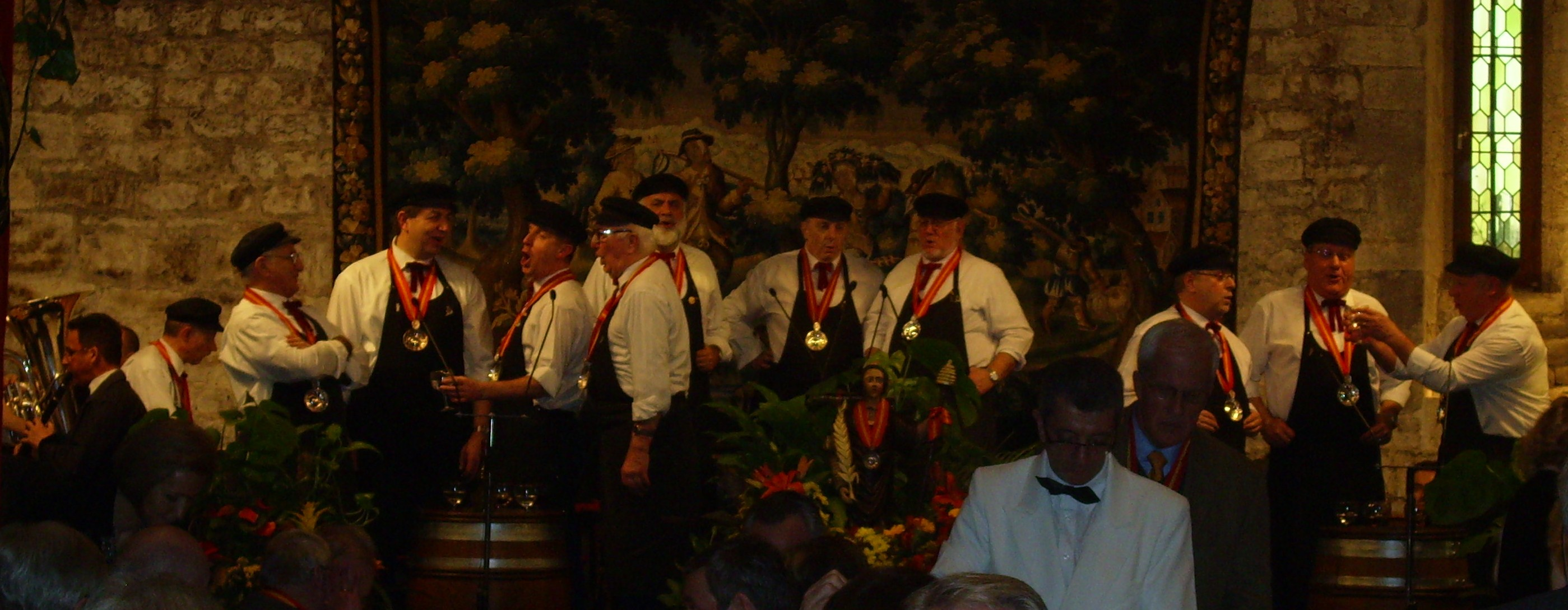
Groupe folklorique di Chanson à boire Les Cadets de Bourgogne, au château du Clos de Vougeot

- Hostellerie du Chapeau Rouge a Digione, di William Frachot
- Château du Clos de Vougeot, della Confrérie des Chevaliers du Tastevin
- La Côte d'Or a Saulieu d'Alexandre Dumaine, Bernard Loiseau, poi Patrick Bertron
- Lameloise a Chagny, di Jacques Lameloise, poi Éric Pras
- La Côte Saint Jacques a Joigny, di Jean Michel Lorain
- L'Espérance a Avallon, di Marc Meneau
- Loiseau des Ducs a Digione